# Cyphokentia macrostachya
Cyphokentia macrostachya là loài thực vật có hoa thuộc họ Arecaceae. Loài này được Brongn. mô tả khoa học đầu tiên năm 1873.